# Allan T. Malm
Allan Tommy  Malm, född 7 februari 1945 i Halmstad, död 22 januari 2014 i Bjärred, var en svensk professor i företagsekonomi vid Lunds universitet, och rektor för Ekonomihögskolan där 2005-2011. Han var även proinspektor och sedermera inspektor för Hallands nation.  Han valdes 2001 in som ledamot av Kungliga Ingenjörsvetenskapsakademien.